# Rettlkirchspitze
Rettlkirchspitze – szczyt w grupie Rottenmanner und Wölzer Tauern, w Niskich Taurach. Leży w Austrii, w Styrii. Jest to najwyższy szczyt grupy Rottenmanner und Wölzer Tauern. Najbliżej położona miejscowość to St. Peter am Kammersberg na północ od szczytu.